# カローデン級戦列艦
カローデン級戦列艦(Culloden class ships of the line)はイギリス海軍の74門3等戦列艦。トーマス・スレードが最後に設計した74門艦である。

## 同型艦
| 艦名           | 造船所                                              | 発注           | 進水           | その後     |
| -------------- | --------------------------------------------------- | -------------- | -------------- | ---------- |
| カローデン     | デットフォード工廠                                  | 1769年11月30日 | 1776年5月18日  | 1781年難破 |
| サンダラー     | ウェルズ造船所（ロザーハイス）                      | 1781年8月23日  | 1783年11月13日 | 1814年解体 |
| ヴェネラブル   | ペリー、ウェルズ&グリーン造船所（ブラックウォール） | 1781年8月9日   | 1784年4月19日  | 1804年難破 |
| テリブル       | ウェルズ造船所（ロザーハイス）                      | 1781年12月13日 | 1785年3月28日  | 1836年解体 |
| ヴィクトリアス | ペリー造船所（ブラックウォール）                    | 1781年12月28日 | 1785年4月27日  | 1803年解体 |
| ラミリーズ     | ランデール造船所（ロザーハイス）                    | 1782年6月19日  | 1785年7月12日  | 1850年解体 |
| ハンニバル     | ペリー造船所（ブラックウォール）                    | 1782年6月19日  | 1786年4月15日  | 1801年捕獲 |
| シーシュース   | ペリー造船所（ブラックウォール）                    | 1780年7月11日  | 1786年9月25日  | 1814年解体 |